# Cecilia Roth
Cecilia Edith Rotenberg Rot (Buenos Aires, 8. kolovoza 1956.), poznata kao Cecilia Roth, argentinska je glumica, dobitnica dvije nagrade Goya i Europske filmske nagrade. Sestra je glazbenika Ariela Rota.
Njezin otac, Abrasha Rotenberg (rođ. 1926.), židovski imigrant iz sovjetske Ukrajine, upoznao je Cecilijinu majku, argentinsku pjevačicu sefardskih korijena Dinu Rot, u Argentini. Glumila je u nekoliko filmova i više argentinskih televizijskih serija prije nego što se preselila u Španjolsku, gdje je započela suradnju s redateljem Pedrom Almodóvarom. 
Njenim najvažnijim filmovima smatraju se  Mjesto u svijetu (Un lugar en el mundo)  i Martín (Hache), oba redatelja Adolfa Aristaraina, te glavna uloga u filmu Sve o mojoj majci, Pedra Almodovara, s kojom osvaja nagradu Goya za najbolju glumicu.
Bila je udana za argentinskog glazbenika Fita Paeza, s kojim ima usvojenog sina, Martina.
Osim rada na filmu i televiziji, također je ostvarila kazališnu karijeru u Argentini i Španjolskoj.

## Izabrana filmografija
- Pepi, Luci, Bom i druge djevojke iz grupe (1980.)
- Labirint strasti  (1982.)
- Mračne navike  (1983.)
- Čime sam to zaslužila? (1984.)
- Mjesto u svijetu (1992.)
- Pepeo iz raja (1997.)
- Martín (Hache) (1997.)
- Druga koža (1999.)
- Sve o mojoj majci (1999.)
- Privatni životi (2001.)
- Pričaj s njom (2002.)

## Vanjske poveznice
- Cecilia Roth u internetskoj bazi filmova IMDb-u (engl.)